# Rafael Olarra
Rafael Andrés Olarra Guerrero (* 26. Mai 1978 in Santiago de Chile) ist ein ehemaliger chilenischer Fußballspieler. Der Innenverteidiger wurde fünfmal nationaler Meister und spielte 30-mal für die Nationalmannschaft Chiles. Mit der Olympiaauswahl gewann der auch als el Flaco (dt.: der Dünne) bekannte Olarra die Bronzemedaille bei den Olympischen Spielen 2000 in Sydney.

## Karriere

### Verein
Rafael Olarra debütierte 1996 bei Audax Italiano und ging nach einem Jahr zu Universidad de Chile. Mit UdC gewann der Innenverteidiger die Meisterschaft 1999 und 2000 sowie die Copa Chile 2000. Nach den Erfolgen wechselte Olarra nach Spanien zum Klub CA Osasuna aus der Primera División. Dort absolvierte er nur fünf Ligaspiele und entging mit seinem Team nur knapp dem Abstieg. Er kam zurück zu UdC und wurde nach guten Leistungen 2003 zu CA Independiente aus Argentinien transferiert. Auch bei dieser Auslandsstation konnte Olarra nicht überzeugen und kam zurück nach Chile, wenngleich er zum großen Rivalen Universidad Católica wechselte.
Mit den Cruzados gewann Olarra die Meisterschaft der Clausura 2005. Nach der erfolgreichen Zeit bei UC wagte Olarra nochmal den Schritt ins Ausland und spielte für den israelischen Klub Maccabi Haifa. Bei Haifa war er unangefochtener Stammspieler und gewann die Meisterschaft 2005/06. 2007 kam Olarra zurück zu Universidad de Chile, mit dem er die Clausura-Meisterschaft 2009 gewann. Bei der Copa Libertadores 2010 kam UdC aufgrund der stabilen Abwehrarbeit unter Trainer Gerardo Pelusso bis ins Halbfinale und schied erst gegen den mexikanischen Vertreter CD Guadalajara aus.
2010 fand Olarra unter Trainer Jorge Sampaoli keine Berücksichtigung mehr im Team, so dass er zu Unión Española wechselte. Mit dem Team spanischer Einwanderer erreichte Olarra das Meisterschaftsfinale der Clausura 2012, das knapp gegen CD Huachipato nach Elfmeterschießen verloren ging. Danach beschloss Olarra den Wechsel zurück zu seinem ersten Profiklub Audax Italiano. Dort beendete Olarra 2016 seine Karriere und wurde TV-Experte bei Fox Sports Radio Chile.

### Nationalmannschaft
Rafael Olarra gab sein Debüt für Chile im Januar 1998 beim Carlsberg Cup in Hongkong gegen den Iran, nachdem er für die Copa América 1997 zwar nominiert, aber nicht eingesetzt worden war. Danach gehörte Olarra regelmäßig zum Kader der Nationalmannschaft und spielte in den Qualifikationen zu den Weltmeisterschaften 2002 und Weltmeisterschaften 2006. Für beide Endturniere qualifizierte sich La Roja nicht.
Das einzige große Turnier von Olarra war die Copa América 2004, bei der er alle drei Gruppenspiele über die volle Spielzeit bestritt. Bei der 1:2-Niederlage gegen Costa Rica schoss Olarra den 1:0-Führungstreffer. Nach einem Unentschieden und zwei Niederlagen war für das chilenische Team das Turnier nach der Gruppenphase beendet. Das 30. und letzte Länderspiel absolvierte Olarra beim 3:2-Erfolg über Peru in der Copa del Pacífico 2006. Sein Tor gegen Costa Rica blieb sein einziger Länderspieltreffer.
Im Jahr 2000 konnte er mit der chilenischen Olympiaauswahl die Bronzemedaille bei den Olympischen Sommerspielen in Sydney sichern.

## Erfolge
Universidad de Chile
- Chilenischer Meister (3): 1999, 2000, 2009-C
- Chilenischer Pokalsieger: 2000

Universidad Católica
- Chilenischer Meister: 2005-C

Maccabi Haifa
- Israelischer Meister: 2005/06
- Israelischer Ligapokal-Sieger: 2005/06

Chile
- Olympische Spiele 2000: Bronze